# Physocalymma
Physocalymma là một chi thực vật có hoa trong họ Lythraceae.

## Hình ảnh

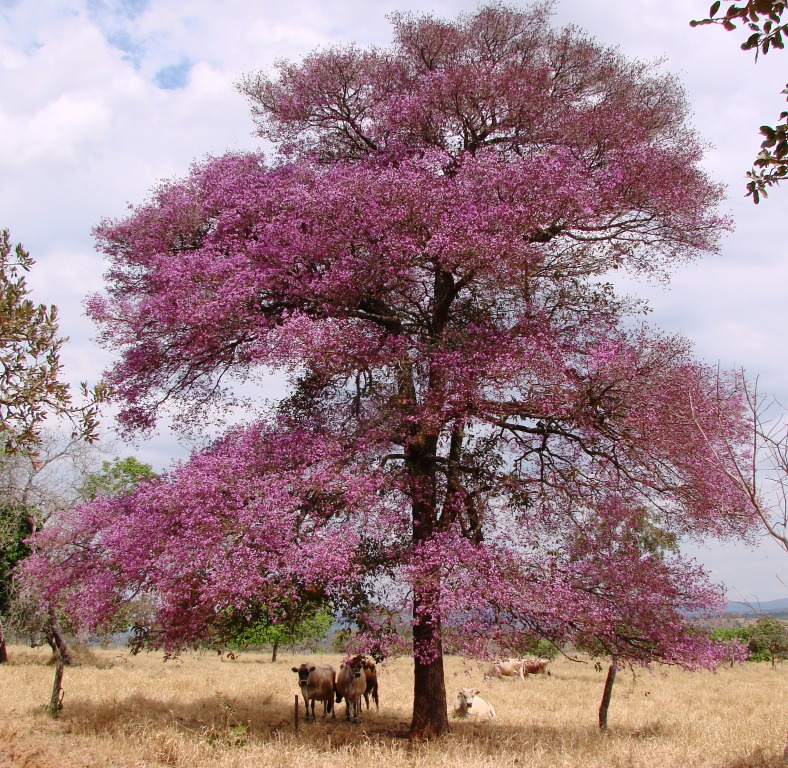

## Loài
Chi này gồm các loài:
- Physocalymma floridum
- Physocalymma scaberrimum